# Joan Mir
Joan Mir Mayrata (sinh ngày 01/09/1997) là một tay đua MotoGP người Tây Ban Nha, hiện đang thi đấu cho đội đua Suzuki Ecstar. Joan Mir đã đoạt chức vô địch giải đua Moto3 2017 khi còn thi đấu cho đội Leopard Racing và chức vô địch MotoGP 2020 khi thi đấu cho đội Suzuki. Joan Mir là tay đua gốc Mallorca thứ hai sau Jorge Lorenzo đoạt được chức vô địch MotoGP và là người Tây Ban Nha thứ tư làm được điều này sau Alex Criville, Lorenzo và Marc Márquez.
Trong suốt sự nghiệp của mình Joan Mir chỉ sử dụng số xe 36.

## Sự nghiệp
Từ năm 2015-2017: Joan Mir bắt đầu đua xe chuyên nghiệp từ cuối mùa giải Moto3 năm 2015. Anh chỉ tham gia một chặng đua ở Úc và phải bỏ cuộc. Mùa giải Moto3 2016 là mùa giải đầy đủ đầu tiên của Mir. Ở đây anh đã giành được một chiến thắng ở Red Bull Ring. Năm 2017, Mir thi đấu rất ổn định, có được 10 chiến thắng và giành được chức vô địch đầu tiên trong sự nghiệp.
Năm 2018: Chức vô địch Moto3 2017 giúp cho Mir được đôn lên thi đấu thể thức Moto2. Ở hạng đua này thì Mir chỉ thi đấu có một mùa giải nên chưa kịp có được thành tích nổi bật hơn 4 lần lên podium.
Năm 2019: Đội đua MotoGP Suzuki quyết định tuyển mộ Joan Mir về để đua cặp với Álex Rins. Mir thi đấu không thành công lắm ở những chặng đua đầu tiên khi có serie 4 chặng đua liên tiếp không thể ghi điểm từ GP Argentina đến GP Pháp. Bắt đầu từ GP Italia, Mir bắt đầu tìm được sự ổn định. Nhưng lại để bị chấn thương khi thử xe ở GP Cộng hòa Séc khiến anh bỏ lỡ 2 chặng đua tiếp theo. Chung cuộc thì Mir đứng thứ 12 với 92 điểm.
Năm 2020: Cũng giống năm 2019, Mir có khởi đầu khá chậm chạp ở những chặng đua đầu tiên (2 lần phải bỏ cuộc). Mặc dù vậy sau lần lên podium MotoGP đầu tiên ở chặng đua GP Áo, Mir đã trở thành một trong những ứng cử viên cạnh tranh danh hiệu vô địch. Và anh đã tận dụng tối đa việc các tay đua mạnh như Marc Márquez bị chấn thương, hay các tay đua Yamaha và Ducati không có phong độ ổn định để có lần đầu tiên lên ngôi vô địch MotoGP. Trong cả mùa giải Mir chỉ có một chiến thắng duy nhất ở GP Châu Âu.
Mùa giải MotoGP 2021: Joan Mir thi đấu khá ổn định trong nửa đầu mùa giải 2021. Anh giành được 3 podium và chỉ một lần phải bỏ cuộc ở cuộc đua dưới mưa GP Pháp. Ở GP Doha, Mir cáo buộc Jack Miller đã cố tình chơi xấu mình.

## Thống kê thành tích
Tính đến chặng đua GP Assen 2021:
| Mùa giải | Thể thức | Xe     | Đội đua            | Số xe | Race | Win | Podium | Pole | FLap | Pts  | Plcd | WCh |
| -------- | -------- | ------ | ------------------ | ----- | ---- | --- | ------ | ---- | ---- | ---- | ---- | --- |
| 2015     | Moto3    | Honda  | Leopard Racing     | 36    | 1    | 0   | 0      | 0    | 0    | 0    | NC   | –   |
| 2016     | Moto3    | KTM    | Leopard Racing     | 36    | 18   | 1   | 3      | 1    | 2    | 144  | 5th  | –   |
| 2017     | Moto3    | Honda  | Leopard Racing     | 36    | 18   | 10  | 13     | 1    | 3    | 341  | 1st  | 1   |
| 2018     | Moto2    | Kalex  | EG 0,0 Marc VDS    | 36    | 18   | 0   | 4      | 0    | 1    | 155  | 6th  | –   |
| 2019     | MotoGP   | Suzuki | Team SUZUKI ECSTAR | 36    | 17   | 0   | 0      | 0    | 0    | 92   | 12th | –   |
| 2020     | MotoGP   | Suzuki | Team SUZUKI ECSTAR | 36    | 14   | 1   | 7      | 0    | 0    | 171  | 1st  | 1   |
| 2021     | MotoGP   | Suzuki | Team SUZUKI ECSTAR | 36    | 9    | 0   | 3      | 0    | 0    | 101* | 4th* | –   |
| Total    | Total    | Total  | Total              | Total | 95   | 12  | 30     | 2    | 6    | 1004 |      | 2   |